# Hribarjeva hiša, Ljubljana
Hribarjeva hiša je hiša, ki stoji na križišču Slovenske ceste in Tavčarjeve ulice na ljubljanski Ajdovščini. Zgradba, katere naslov je Tavčarjeva 2, je delo arhitekta Maksa Fabianija.
Hiša je poimenovana po ljubljanskemu županu Ivanu Hribarju, ki je dal leta 1907 zgraditi hišo.

## Zgodovina
Fabiani, ki je načrte za hišo izdelal v letih 1902-03 po antičnih vzorih, je hišo zasnoval kot trinadstropno poslovno-stanovanjsko zgradbo, zasnovano okoli osnovnega modula kocke. Pri načrtovanju je hišo zasnoval za potrebe treh generacij ljudi (75-80 let), nato pa bi sledila prenova zgradbe. Osnova zgradbe je kocka, ki se v pritličju izmenjuje s polovičnim kvadrom. Kvadrat je tudi osnova pročelja in motiv pročelne dekoracije v grobem in finem ometu. Sicer pa je okras omejen na ozke pasove nad okni treh plitvih valovito izstopajočih pomolov, v katere so vgrajene antične levje glavice. V pritličju so trgovski lokali in v nadstropjih po dve večji stanovanji. Secesijski videz daje hiši širok napušč, ki v zaokroženi liniji teče okoli vogala.
Od vseh Fabianijevih hiš je Hribarjeva zasnovana najbolj strogo.
Leta 2007 je bila hiša razglašena za kulturni spomenik lokalnega pomena.